# Gumashtan
Gumashtan er en afghansk film fra 1990 instrueret af den kendte afghanske filminstruktør Engineer Latif.
Det handler om to soldater i den afghanske hær, der bliver involveret i en narkohandel. En af soldaterene forelsker hvilket komplicerer hans situation.
Filmen gik tabt i 1992, men blev genopdaget i 2005.